# Susanne Ackum
Birgitta Susanne Ackum, tidigare Ackum Agell, född 18 juli 1961, är en svensk nationalekonom och ämbetsman, och före detta tävlingssimmare.
Susanne Ackum tävlade i simning under 1970-talet, blev svensk mästare och kom som bäst på sjätte plats på Europamästerskapen 1977 i Jönköping. Hon tog SM-guld på 400 meter frisim (långbana) 1977 och 1978. På 400 meter frisim (kortbana) tog hon SM-guld 1977 och 1979. På 800 meter frisim (långbana) tog Ackum SM-guld 1978 och 1979. På 800 meter frisim (kortbana) tog hon SM-guld 1977 och 1978. Ackum tog även ett SM-guld på 1500 meter frisim (kortbana) 1979. 1978 tilldelades hon Stora grabbars och tjejers märke.
Hon disputerade 1993 i nationalekonomi vid Uppsala universitet på en avhandling om arbetslöshet och arbetskraftsutbud. Hon var chef för Fackföreningsrörelsens institut för ekonomisk forskning (FIEF) 1995-1997, generaldirektör vid Institutet för arbetsmarknadspolitisk utvärdering (IFAU) 1997-2005 samt finansråd på Finansdepartementet 2005-2010.
Susanne Ackum var statssekreterare under Anders Borg vid Finansdepartementet med ansvar för ekonomisk politik och internationella frågor mellan januari 2010 och september 2014. 
Hon tillträdde som riksrevisor i augusti 2015. Hon begärde i samband med Riksrevisionsaffären den 8 juli 2016 hos riksdagen entledigande från sin tjänst som riksrevisor efter en granskning av Dagens Nyheter i juli 2016 av myndighetens interna arbete, vilken bland annat avslöjade hennes bristande neutralitet vid tillsättandet av nya tjänster vid myndigheten.
Hon är sambo med Gunnar Wetterberg.